# ميريام ويلت
ميريام ويلت (بالألمانية: Miriam Welte)‏ (و. 1986  م) هي دراجة على المضمار، ودراجة ألمانية، ولدت في كايسرسلاوترن، شاركت في الألعاب الأولمبية الصيفية 2012، وركوب الدراجات في الألعاب الأولمبية الصيفية 2016.

## سباقات أو مراحل فاز بها
| التاريخ        | السباق                                                                             | المركز                  |
| -------------- | ---------------------------------------------------------------------------------- | ----------------------- |
| 04 أبريل 2012  | 2012 UCI Track Cycling World Championships – women's team sprint                   |                         |
| 02 أغسطس 2012  | ركوب الدراجات في الألعاب الأولمبية الصيفية 2012 – فريق سيدات عدو                   | الفائز في التصنيف العام |
| 01 يناير 2013  | 2013 UCI Track Cycling World Championships – women's team sprint                   |                         |
| 26 فبراير 2014 | 2014 UCI Track Cycling World Championships – women's team sprint                   |                         |
| 01 يناير 2016  | ركوب الدراجات في الألعاب الأولمبية الصيفية 2016 – سباق السرعة الفردية لفرق السيدات | المركز الثالث           |
| 01 يناير 2018  | بطولة العالم للدراجات على المضمار 2018 – سباق 500 متر ضد الساعة للسيدات            |                         |
| 28 فبراير 2018 | بطولة العالم للدراجات على المضمار 2018 – سباق السرعة الفردية لفرق السيدات          | ميدالية ذهبية           |

## جوائز
حصلت على جوائز منها:
- ورقة شجر الغار الفضية.

## روابط خارجية
- ميريام ويلت على موقع أرشيف الدراجات (الإنجليزية)
- ميريام ويلت على موقع CycleBase (الإنجليزية)
- ميريام ويلت على موقع أوليمبيديا (الإنجليزية)
- ميريام ويلت على موقع اللجنة الأولمبية الألمانية (الألمانية)